# Nam Yun-jae
Nam Yun-jae (kor. 남윤재; * 14. April 2001) ist ein südkoreanischer Fußballspieler.

## Karriere
Nam Yun-jae erlernte das Fußballspielen in der Jugendmannschaft der Jeonnam Dragons. Hier unterschrieb er Anfang Januar 2020 seinen ersten Profivertrag. Das Fußballfranchise aus Gwangyang spielte in der zweiten südkoreanischen Liga. Sein Profidebüt gab er am 31. Oktober 2021 (36. Spieltag) im Heimspiel gegen den Ansan Greeners FC. Bei der 2:3-Heimniederlage stand er in der Startelf und wurde in der 55. Minute wegen einer Verletzung gegen Oleg Zoteev ausgewechselt. Das war auch sein einziges Ligaspiel für die Dragons. Im gleichen Jahr gewann der mit den Dragons den südkoreanischen Ligapokal. Die Saison 2022 stand er beim Drittligisten Gyeongju Korea Hydro & Nuclear Power FC unter Vertrag. Für das Fußballfranchise aus Gyeongju bestritt er 14 Ligaspiele. Nach einer Saison wechselte er im Januar 2023 zum TNT FC. Mit dem Klub spielte er in der fünften Liga. Im Sommer 2023 ging er nach Thailand, wo er in Uthai Thani einen Vertrag beim Erstligaaufsteiger Uthai Thani FC unterschrieb. Nach neun Ligaspielen wurde sein Vertrag im Sommer 2024 nicht verlängert. Nach einem halben Jahr Vertragslosigkeit unterschrieb er Ende Dezember 2024 einen Vertrag beim thailändischen Zweitligisten Trat FC. Für den Verein aus Trat bestritt er 16 Ligaspiele. Im Sommer 2025 wurde sein Vertrag nicht verlängert. Im Juni 2025 kehrte er in seine Heimat zurück. Hier unterschrieb er in Daejeon einen Vertrag beim Drittligisten Daejeon Korail FC.

## Erfolge
Jeonnam Dragons
- Südkoreanischer Ligapokalsieger: 2021